# مشرع ابن القصیری
مشرع ابن القصیری (به فرانسوی: Mechra Bel Ksiri) یک منطقهٔ مسکونی در مراکش است که در استان سیدی قاسم واقع شده‌است.
 مشرع ابن القصیری  ۲۹٬۶۰۱ نفر جمعیت دارد و ۱۵ متر بالاتر از سطح دریا واقع شده‌است.